# Roc de l'Home
El Roc de l'Home és una muntanya de 1.076,9 metres d'altitud del terme comunal de Conat, de la comarca del Conflent, a la Catalunya del Nord. És a la zona occidental del terme de Conat, just al límit nord de la Reserva Natural de Conat, a prop i al sud-oest del poble de Vellans.
Com altres rocs de la zona, és un aflorament de roca calcària que contrasta amb la resta de l'obaga on està situada.